# Kofele (distrikt)
Kofele är ett distrikt i Etiopien.   Det ligger i regionen Oromia, i den centrala delen av landet, 210 km söder om huvudstaden Addis Abeba. Kofele gränsar till Kokosa, Shashamene, Kore, Gedeb och Dodola. 